# Hostages (videogioco)
Hostages è un videogioco di genere misto pubblicato nel 1988-1990 da Infogrames per svariate piattaforme, prevalentemente home computer. Consiste nelle operazioni di liberazione, da parte delle teste di cuoio, di un'ambasciata occupata dai terroristi.
Uscì anche con il titolo Operation Jupiter in Francia, Hostage: Rescue Mission negli USA e Rescue: The Embassy Mission su NES.
Fu seguito da Alcatraz (1992).

## Trama
Un gruppo di terroristi ha assalito un'ambasciata non meglio identificata, prendendo come ostaggi (hostages) tutti gli occupanti. Una squadra di sei uomini delle forze speciali, dove ogni agente ha come nome in codice una lettera dell'alfabeto fonetico NATO, interviene per eliminare i terroristi e salvare tutti gli ostaggi.
Per prima cosa tre tiratori scelti si posizionano negli edifici circostanti l'ambasciata, un palazzo di tre piani che dà sulla strada su tre lati.
Poi altri tre uomini vengono portati in elicottero sul tetto e quindi, con il supporto dei tiratori, si calano con le corde all'interno del palazzo, attraverso le finestre.
Infine esplorano il palazzo per uccidere a colpi di mitra i terroristi e trovare gli ostaggi, che devono assolutamente rimanere illesi.
Secondo The Games Machine 5 sono forti le somiglianze con l'Operazione Nimrod avvenuta realmente nel 1980.

## Modalità di gioco
Il gioco è suddiviso in tre parti, corrispondenti alle tre fasi della missione, con meccanica di gioco piuttosto diversa tra loro. In ogni parte il giocatore controlla uno alla volta più membri della squadra, potendo scegliere in ogni momento di passare dall'uno all'altro.
1. Piazzamento dei cecchini: i tre si muovono di nascosto attorno all'ambasciata, sul lato opposto della strada, e devono raggiungere almeno uno di tre edifici predeterminati. La strada è mostrata di profilo, con scorrimento orizzontale, e presenta molti nascondigli, come porte e muretti, dietro cui gli agenti possono nascondersi. Si può anche correre, rotolare o strisciare. I nemici fanno la guardia con riflettori mobili, e se un agente viene inquadrato dai cerchi di luce gli sparano e possono ucciderlo.
2. Entrata nell'ambasciata: i cecchini sopravvissuti possono ora sparare, tramite un mirino telescopico, contro le finestre del lato dell'ambasciata che hanno di fronte, cercando di colpire le sagome dei terroristi di passaggio. C'è anche il rischio di colpire un ostaggio, che significherebbe la sconfitta. Gli altri tre uomini, una volta scelto strategicamente un punto di discesa, possono calarsi verticalmente ed entrare dondolando da una delle finestre, con il rischio di cadere se non la centrano.
3. Esplorazione dell'ambasciata: con visuale in prima persona, gli agenti che sono riusciti a entrare possono passare da una stanza all'altra e ruotare la visuale nelle quattro direzioni cardinali. Si dispone anche della minimappa del piano. Passando alla modalità fuoco si può sparare ai terroristi con un mirino, sempre stando attenti a non colpire eventuali ostaggi, che a volte vengono usati come scudo dai nemici.

A inizio partita è possibile selezionare il livello di difficoltà generale, che oltre a numero e abilità degli avversari influenza il limite di tempo a disposizione.